# Maniquí tricolor
El maniquí tricolor
(Lonchura malacca) és una espècie d'ocell de la família dels estríldids (Estrildidae) que habita praderies, matolls, canyars i terres de conreu del sud de l'Índia i Sri Lanka.